# ŠK Vrakuňa Bratislava
ŠK Vrakuňa Bratislava (celým názvem: Športový klub Vrakuňa Bratislava; maďarsky: Sportklub Vereknye) je slovenský fotbalový klub, který sídlí v bratislavské městské části Vrakuňa. Založen byl na konci 30. let 20. století (dle některých zdrojů v roce 1938 nebo 1939) pod názvem ŠK Vrakuňa. Klubové barvy jsou modrá, bílá, červená a žlutá. Od sezóny 2012/13 působí ve čtvrté lize Bratislavského futbalového zväzu.
Své domácí zápasy odehrává na stadionu ŠK Vrakuňa s kapacitou 1 500 diváků.

## Historické názvy
Zdroj: 
- 1938/1939 – ŠK Vrakuňa (Športový klub Vrakuňa)
- 1949 – ŠK Sokol Vrakuňa (Športový klub Sokol Vrakuňa)
- 1953 – DŠO Dynamo Vrakuňa (Dobrovoľná športová organizácia Dynamo Vrakuňa)
- 1955 – TJ Sokol Vrakuňa (Telovýchovná jednota Sokol Vrakuňa)
- 1960 – TJ Družstevník Vrakuňa (Telovýchovná jednota Družstevník Vrakuňa)
- 1972 – TJ Dunaj Vrakuňa (Telovýchovná jednota Dunaj Vrakuňa)
- 1980 – TJ Doprastav Bratislava (Telovýchovná jednota Doprastav Bratislava)
- 1993 – ŠK Vrakuňa Bratislava (Športový klub Vrakuňa Bratislava)

## Umístění v jednotlivých sezonách
Stručný přehled
Zdroj: 
- 1976–1977: I. B trieda BFZ
- 1977–1978: I. A trieda BFZ – sk. B
- 1978–1979: Krajský přebor – sk. Bratislava
- 1979–1980: I. A trieda BFZ – sk. B
- 1980–1981: Krajský přebor – sk. Bratislava
- 1981–1983: I. trieda BFZ
- 1983–1985: Divize – sk. Západ (Bratislava)
- 1985–1987: Divize – sk. Západ (Bratislava „A“)
- 1987–1989: Divize – sk. Bratislava
- 1989–1992: 2. SNFL – sk. Západ
- 1992–1993: Divize – sk. Bratislava
- 1993–1994: 4. liga BFZ
- 1994–1995: 3. liga – sk. Bratislava
- 1995–1996: 4. liga BFZ – sk. A
- 1996–1997: 4. liga BFZ – sk. B
- 1997–1999: 4. liga BFZ – sk. A
- 1999–2004: 3. liga – sk. Bratislava
- 2012–2015: 4. liga BFZ – sk. A
- 2015–: 4. liga BFZ

Jednotlivé ročníky
Zdroj: 
Legenda: Z – zápasy, V – výhry, R – remízy, P – porážky, VG – vstřelené góly, OG – obdržené góly, +/− – rozdíl skóre, B – body, červené podbarvení – sestup, zelené podbarvení – postup, fialové podbarvení – reorganizace, změna skupiny či soutěže
| Československo (1976–1993) |                                     |        |                                                             |                                                             |                                                             |                                                             |                                                             |                                                             |                                                             |                                                             |        |
| Sezóny                     | Liga                                | Úroveň | Z                                                           | V                                                           | R                                                           | P                                                           | VG                                                          | OG                                                          | +/−                                                         | B                                                           | Pozice |
| 1976/77                    | I. B trieda BFZ                     | 7      | 24                                                          | 14                                                          | 7                                                           | 3                                                           | 56                                                          | 27                                                          | +29                                                         | 35                                                          | 1.     |
| 1977/78                    | I. A trieda BFZ – sk. B             | 5      | 26                                                          | 17                                                          | 4                                                           | 5                                                           | 58                                                          | 29                                                          | +29                                                         | 38                                                          | 1.     |
| 1978/79                    | Krajský přebor – sk. Bratislava     | 4      | 26                                                          | 5                                                           | 10                                                          | 13                                                          | 32                                                          | 44                                                          | −12                                                         | 20                                                          | 12.    |
| 1979/80                    | I. A trieda BFZ – sk. B             | 5      | …                                                           | …                                                           | …                                                           | …                                                           | …                                                           | …                                                           | …                                                           | …                                                           |        |
| 1980/81                    | Krajský přebor – sk. Bratislava     | 4      | 26                                                          | 9                                                           | 7                                                           | 19                                                          | 35                                                          | 38                                                          | −3                                                          | 25                                                          | 9.     |
| 1981/82                    | I. trieda BFZ                       | 5      | 25                                                          | 10                                                          | 6                                                           | 9                                                           | 23                                                          | 23                                                          | 0                                                           | 26                                                          | 7.     |
| 1982/83                    | I. trieda BFZ                       | 5      | 26                                                          | 8                                                           | 7                                                           | 11                                                          | 47                                                          | 48                                                          | −1                                                          | 23                                                          | 8.     |
| 1983/84                    | Divize – sk. Západ (Bratislava)     | 4      | 26                                                          | 11                                                          | 5                                                           | 10                                                          | 57                                                          | 41                                                          | +16                                                         | 27                                                          | 8.     |
| 1984/85                    | Divize – sk. Západ (Bratislava)     | 4      | 26                                                          | 7                                                           | 7                                                           | 12                                                          | 48                                                          | 39                                                          | +9                                                          | 21                                                          | 10.    |
| 1985/86                    | Divize – sk. Západ (Bratislava „A“) | 4      | 26                                                          | 7                                                           | 6                                                           | 13                                                          | 41                                                          | 53                                                          | −12                                                         | 20                                                          | 9.     |
| 1986/87                    | Divize – sk. Západ (Bratislava „A“) | 4      | 26                                                          | 8                                                           | 6                                                           | 12                                                          | 42                                                          | 43                                                          | −1                                                          | 22                                                          | 10.    |
| 1987/88                    | Divize – sk. Bratislava             | 4      | 26                                                          | 10                                                          | 7                                                           | 9                                                           | 60                                                          | 49                                                          | +11                                                         | 27                                                          | 7.     |
| 1988/89                    | Divize – sk. Bratislava             | 4      | 26                                                          | 22                                                          | 1                                                           | 3                                                           | 80                                                          | 36                                                          | +44                                                         | 45                                                          | 1.     |
| 1989/90                    | 2. SNFL – sk. Západ                 | 3      | 30                                                          | 11                                                          | 5                                                           | 14                                                          | 43                                                          | 40                                                          | +3                                                          | 27                                                          | 12.    |
| 1990/91                    | 2. SNFL – sk. Západ                 | 3      | 30                                                          | 11                                                          | 9                                                           | 10                                                          | 39                                                          | 38                                                          | +1                                                          | 31                                                          | 7.     |
| 1991/92                    | 2. SNFL – sk. Západ                 | 3      | 30                                                          | 6                                                           | 6                                                           | 18                                                          | 23                                                          | 49                                                          | −26                                                         | 18                                                          | 16.    |
| 1992/93                    | Divize – sk. Bratislava             | 4      | 30                                                          | 22                                                          | 1                                                           | 7                                                           | 86                                                          | 39                                                          | +47                                                         | 45                                                          | 3.     |
| Slovensko (1993–)          |                                     |        |                                                             |                                                             |                                                             |                                                             |                                                             |                                                             |                                                             |                                                             |        |
| Sezóny                     | Liga                                | Úroveň | Z                                                           | V                                                           | R                                                           | P                                                           | VG                                                          | OG                                                          | +/−                                                         | B                                                           | Pozice |
| 1993/94                    | 4. liga BFZ                         | 4      | 30                                                          | 10                                                          | 10                                                          | 10                                                          | 42                                                          | 36                                                          | +6                                                          | 30                                                          | 9.     |
| 1994/95                    | 3. liga – sk. Bratislava            | 3      | Klub se odhlásil v průběhu sezóny, výsledky byly anulovány. | Klub se odhlásil v průběhu sezóny, výsledky byly anulovány. | Klub se odhlásil v průběhu sezóny, výsledky byly anulovány. | Klub se odhlásil v průběhu sezóny, výsledky byly anulovány. | Klub se odhlásil v průběhu sezóny, výsledky byly anulovány. | Klub se odhlásil v průběhu sezóny, výsledky byly anulovány. | Klub se odhlásil v průběhu sezóny, výsledky byly anulovány. | Klub se odhlásil v průběhu sezóny, výsledky byly anulovány. | 16.    |
| 1995/96                    | 4. liga BFZ – sk. A                 | 4      | 26                                                          | 10                                                          | 4                                                           | 12                                                          | 35                                                          | 45                                                          | −10                                                         | 34                                                          | 9.     |
| 1996/97                    | 4. liga BFZ – sk. B                 | 4      | …                                                           | …                                                           | …                                                           | …                                                           | …                                                           | …                                                           | …                                                           | …                                                           |        |
| 1997/98                    | 4. liga BFZ – sk. A                 | 4      | 30                                                          | 19                                                          | 3                                                           | 8                                                           | 73                                                          | 46                                                          | +27                                                         | 60                                                          | 3.     |
| 1998/99                    | 4. liga BFZ – sk. A                 | 4      | …                                                           | …                                                           | …                                                           | …                                                           | …                                                           | …                                                           | …                                                           | …                                                           |        |
| 1999/00                    | 3. liga – sk. Bratislava            | 3      | 28                                                          | 13                                                          | 6                                                           | 9                                                           | 61                                                          | 44                                                          | +17                                                         | 45                                                          | 3.     |
| 2000/01                    | 3. liga – sk. Bratislava            | 3      | 30                                                          | 14                                                          | 3                                                           | 13                                                          | 63                                                          | 47                                                          | +16                                                         | 45                                                          | 6.     |
| 2001/02                    | 3. liga – sk. Bratislava            | 3      | 30                                                          | 8                                                           | 7                                                           | 15                                                          | 36                                                          | 70                                                          | −34                                                         | 31                                                          | 15.    |
| 2002/03                    | 3. liga – sk. Bratislava            | 3      | 30                                                          | 9                                                           | 5                                                           | 16                                                          | 42                                                          | 64                                                          | −22                                                         | 32                                                          | 11.    |
| 2003/04                    | 3. liga – sk. Bratislava            | 3      | 30                                                          | 6                                                           | 7                                                           | 17                                                          | 33                                                          | 48                                                          | −15                                                         | 25                                                          | 15.    |
| …                          |                                     |        |                                                             |                                                             |                                                             |                                                             |                                                             |                                                             |                                                             |                                                             |        |
| 2012/13                    | 4. liga BFZ – sk. A                 | 5      | 26                                                          | 9                                                           | 6                                                           | 11                                                          | 32                                                          | 38                                                          | −6                                                          | 33                                                          | 9.     |
| 2013/14                    | 4. liga BFZ – sk. A                 | 5      | 26                                                          | 10                                                          | 11                                                          | 5                                                           | 47                                                          | 34                                                          | +13                                                         | 41                                                          | 5.     |
| 2014/15                    | 4. liga BFZ – sk. A                 | 4      | 24                                                          | 10                                                          | 4                                                           | 10                                                          | 45                                                          | 41                                                          | +4                                                          | 34                                                          | 8.     |
| 2015/16                    | 4. liga BFZ                         | 4      | 28                                                          | 6                                                           | 5                                                           | 17                                                          | 41                                                          | 72                                                          | −31                                                         | 23                                                          | 12.    |
| 2016/17                    | 4. liga BFZ                         | 4      | 30                                                          | 7                                                           | 6                                                           | 17                                                          | 37                                                          | 61                                                          | −24                                                         | 27                                                          | 14.    |
| 2017/18                    | 4. liga BFZ                         | 4      | 30                                                          |                                                             |                                                             |                                                             |                                                             |                                                             |                                                             |                                                             |        |